# Cleistocactus xylorhizus
Cleistocactus xylorhizus là một loài thực vật có hoa trong họ Cactaceae. Loài này được (F.Ritter) Ostolaza mô tả khoa học đầu tiên năm 1996.